# 賭徒 (麥當娜歌曲)
《賭徒》（Gambler）是美國女歌手瑪丹娜在1985年10月發行的歌曲，它也是電影《奪標27秒》（Vision Quest）的插曲。《賭徒》僅在英國地區推出單曲銷售，在英國單曲榜曾獲得第4名的成績。

## 資料

### 歌曲簡介
瑪丹娜在1984年開始將她的演藝事業版圖拓展至電影圈，她在電影《奪標27秒》（Vision Quest）中客串飾演一個酒吧駐唱歌手，同時她也為這部電影獻唱兩首歌曲，一首是電影主題曲〈為你瘋狂〉，另一首則是插曲〈賭徒〉。
〈賭徒〉的詞曲都出自瑪丹娜一人之手，與冠軍主題曲〈為你瘋狂〉柔情似水的曲風迥然不同，〈賭徒〉是首節奏強勁、旋律快速的流行舞曲，瑪丹娜的前兩張專輯中有許多相同曲風的歌曲。

### 商業成績
電影《奪標27秒》的原聲帶由格芬唱片公司和哥倫比亞唱片公司發行，但瑪丹娜所屬的Sire唱片公司要求它們不要在美國發行〈賭徒〉的單曲，原因是因為瑪丹娜在當時人氣正旺事業達最巔峰，新專輯、演唱會和拍電影已經讓她忙得不可開交，光是1985年她在英美兩地就發行了7首單曲（包含〈賭徒〉在內），而這7首歌曲通通都進榜了。而另一個原因是，瑪丹娜實在也抽不出時間再為〈賭徒〉拍攝音樂影片。
電影原聲帶發行公司同意瑪丹娜唱片公司的要求，針對電影《奪標27秒》僅推出主題曲〈為你瘋狂〉，片中插曲〈賭徒〉則不在美國推出單曲。〈賭徒〉是瑪丹娜在1985年最後推出的一首單曲，由於它並未拍攝音樂影片，因此MV的畫面都是從電影《奪標27秒》中截取剪接，單曲僅限在英國地區發行銷售。〈賭徒〉在1985年10月12日獲得英國單曲榜第4名的成績，成為瑪丹娜第7首英國TOP 5單曲。

### 現場演唱
瑪丹娜甚少公開表演〈賭徒〉這首歌曲。唯一的一次是在1985年的「The Virgin Tour」演唱會上，〈賭徒〉是這場處女秀的演出曲目之一，在這之後，瑪丹娜就再也沒在觀眾面前唱過這首歌了。